# IPCC氣候變化與土地特別報告
由聯合國政府間氣候變化專門委員會（IPCC）於2019年發表的IPCC氣候變化與土地特別報告（英語：Special Report on Climate Change and Land，簡稱SRCCL），又稱“關於氣候變化、沙漠化、土地退化、可持續土地管理、糧食安全與陸地生態系統中溫室氣體通量特別報告”，是由來自52個國家/地區的107位專家共同完成的一項具有里程碑意義的研究報告。此為史上首度對整個陸地氣候系統做全面概述，並把土地確定列為“關鍵資源”的報告。 IPCC在其第50屆會議 (IPCC-50) 正式通過決策者摘要 (SPM) 及此特別報告。並於2019年8月8日發布。這份報告共有1,300多頁。
特別報告是當前IPCC第六次評估報告 (AR6，評估週期涵蓋2015年 - 2022年之間) 中要發佈三份特別報告中的第二份。第一份是IPCC全球升溫1.5°C特別報告（簡稱SR15，發表於2018年），第三份是2019年9月25日發布的IPCC氣候變化中海洋和冰凍圈特別報告（簡稱SROCC）。AR6週期被IPCC認為是其自1988年成立以來最具企圖心的一個。:11

## 此報告之前評估週期與特別報告
IPCC於1988年成立後即定期向195個成員國政府提供關於氣候變化驅動因素的科學評估綜合摘要，包括當前發生的影響和潛在風險。報告還提出氣候變化調適和氣候變化緩解的對策。 迄2022年，IPCC已發佈六份評估報告 - 1990年的IPCC 第一次評估報告（簡稱FAR）、1995年的IPCC第二次評估報告（也稱Climate Change 1995）、2001年的IPCC第三次評估報告（簡稱TAR）、2007年的IPCC第四次評估報告（簡稱AR4，也稱Climate Change 2007）、2014年的IPCC第五次評估報告（簡稱AR5）以及2022年的IPCC第六次評估報告（簡稱AR6） 。每份報告還包含“對氣候變化的全面科學和技術評估，通常分為三卷，由IPCC的3個工作組各撰寫一卷，隨同報告的還有決策者摘要和一份綜合報告。”
SRCCL是第六次評估報告 (AR6) 週期中一組特別報告和評估中的一部分，此週期於2015年開始（於新主席團選出之後），於2022年結束。IPCC認為此評估週期是他們成立30年期間企圖心最強的一次。IPCC在此週期內，先於2018年10月發佈全球升溫1.5°C特別報告（並於2019年5月發佈修訂版）。第三篇《海洋和冰凍圈特別報告》(SROCC) 於2019年9月發佈。此外，IPCC於2018年3月召開會議，準備在第七個評估週期中發布關於城市和氣候變化的特別報告。
IPCC自成立後除發佈評估報告之外，也隨之發佈十幾份特別報告。特別報告還包括提供給決策者的摘要，內含“對特定問題的評估，並且通常遵循與評估報告和方法論報告卷相同的編排格式，這些報告是“為各國政府編製溫室氣體清單提供指南的實用材料”。

## 報告章節

### 決策者摘要
決策者摘要 (SPM) 中有四個部分。第一部分涉及“世界升溫中的人、土地和氣候”、第二部分涵蓋"調適和緩解行動選項"、第三部分側重於“促進行動選項”，第四部分提及“近期內該採取的行動”。SPM在第一部分中表達人為（消費增加和人口增長導致更多土地用於“生產食物、飼料、纖維、木材和能源”）而引起的土地退化，對全球無冰土地造成負面影響。大約“有25-30%糧食遭到損失或是浪費”，而同時有“8.21億人有營養不良的問題”，另外有“20億成年人有超重或患有肥胖症的問題”。:3SPM在第二部分中表達“提高糧食生產率、進行飲食內涵選擇以及減少糧食損失與浪費，可減少土地利用改變的需求。”:20在第三部分中，建議消除貧困的應對方案，包括“改善市場准入、確保土地使用權、在糧食成本中加計環境成本、為生態系統服務付費，以及強化地方和社區的集體運作”。:32SPM中敘述“許多可持續土地管理技術和做法，可在3到10年內開始產生利潤（中等置信度）。但此類做法需要前期投資，但可確保能提高作物產量和畜牧場地的經濟價值。經由調適、緩解措施，恢復生物多樣性及增強生態系統功能及服務，將土地復原及復育後可改善生計系統，產生短期的積極經濟回報，以及長期利益。:40

### 各章
特別報告包含有七章，第一章：框架與背景、第二章：土地-氣候相互作用、第三章：沙漠化、第四章：土地退化、第五章：糧食安全及第五章補充材料、第六章：沙漠化、土地退化、糧食安全和溫室氣體通量間的相互聯繫：協同效應、權衡取捨和綜合應對方案，以及第七章：與可持續發展相關的風險管理與決策。SRCCL與所有IPCC報告相同，其中也備有“決策者摘要”。

#### 第一章：框架與背景
在第一章的執行摘要中，撰寫者將地球上的土地描述為“有限”，稱可持續土地利用是“人類福祉所依靠”。:1
《框架與背景》的撰寫者之一，於卡爾斯魯爾理工學院任教的Almut Arneth告訴德新社記者，“地球表面有限，在人口不斷增長的情況下，將需要更多的土地來種植糧食和製作服裝用的纖維。”

#### 第二章：陸地-氣候相互作用
根據專門談論氣候變化政策的英國網站碳簡報於2019年8月8日刊出有關SRCCL的深度報導，第二章提供全球畜養牲畜在甲烷排放量的數據，“全球甲烷排放中約66%來自農業”，以及“全球約33%的甲烷排放量”由畜養牲畜產生。:38

#### 第三章：沙漠化
為第三章撰寫報告者說雖然氣候變化在加劇土地沙漠化，但有一些技術和創新（包括由原住民和地方所擁有的知識 (ILK) ），如果能付諸實施，可“避免，減少和扭轉沙漠化的問題，同時促進減緩和調適的工作。”:4

#### 第四章：土地退化
雖然土地退化對全球人民生計已造成明顯的影響，“特別是對那些生活在脆弱和貧困地區的人”，但由於牽涉到多重因素（包括不平等、人口增長、技術和市場），第四章的撰寫者並未在氣候變化和土地退化之間建立明確的聯繫。:4

#### 第五章：糧食安全
當全球經歷人口增長的同時，氣候變化又對植被產生負面影響。人類需要無冰土地來維持糧食安全。 IPCC報告撰寫者告誡不要將土地“轉化為生物能源來源”，即經燃燒植被而非燃燒化石燃料來取得能源，並建議各國“限制”用於種植能源作物（生物燃料）的土地數量。以這種方式使用土地，表示能用於生產人類所急需糧食作物的土地面積會更少。在決策者摘要的原始草案中曾包含更強烈的警示文字，但經巴西、美國、英國和瑞典為首的國家干預後，用語已被大幅淡化。
第五章中描述因極端天氣事件、氣溫升高以及雨水不足或是過多，導致糧食不安全的情況更為嚴重。在某些情況下，例如玉米和小麥的產量在海拔較高的地區有所增加，而相同作物在海拔較低的地區卻有下降的情況。文中還論及“亞洲、非洲和拉丁美洲中的八個國家”，因“氣候變化引起的百姓流離失所以及人口遷徙”。:118文中敘述在瓜地馬拉、洪都拉斯和尼加拉瓜等國有30%的農業依賴降雨，氣候變化破壞了糧食安全。並引用研究資料，顯示來自墨西哥和中美洲的移民潮隨“因應氣候變化結果”而波動。:118此外，這些國家的“糧食系統仰賴玉米和豆類生產，而長期氣候變化和短期變率均會顯著影響這些作物的生產力，而對其中佔多數小農的生計產生負面影響。”:118

#### 第六章：各項因素間相互聯繫
第六章的標題為“沙漠化、土地退化、糧食安全和溫室氣體通量間的相互聯繫：協同效應、權衡取捨和綜合應對方案”。本章提供減輕土地利用影響的途徑，例如減少森林砍伐以移作農業用途而導致全球氣候變化。第六章還指出，消費者轉而攝取以植物為主的飲食，少攝取產自家畜（例如牛、羊類）的蛋白質，可把排放量降低。本章的三位主要撰寫者之一，於英國亞伯丁大學服務的環境科學家皮特·史密斯教授說隨著作物生長條件的惡化，將會出現“巨大的人口遷徙壓力”。反芻類家畜不僅會產生大量甲烷（是種強大的溫室氣體），而且“導致關鍵森林系統受到砍伐” - 如巴西等國為應付市場需求而大規模進行森林砍伐以開闢牧場的結果。史密斯進一步澄清說，“我們並非要人們停止吃肉。在某些地方的人別無選擇。但很明顯的是西方世界的人已攝取過多。”
第六章共同撰寫人之一 - 美國羅格斯大學環境與生物科學學院人類生態學系副教授Pamela McElwee女士說“改變飲食內涵”，“尤其是在西方世界國家”，比如減少“過量”消費“會造成大量溫室氣體排放的飲食（如牛羊肉）”，可達成“雙贏”的結果，因為如此做可同時解決氣候危機，以及健康問題。McElwee說，在逐漸升溫的世界中，糧食安全是個重要問題，正如《紐約時報》所引述的，有可能“同時‘在幾個大陸’發生糧食危機”。 “土壤流失和土地退化”等問題會加重“糧食嚴重短缺”的風險。雖然有很多措施可處理這些問題，McElwee說，“但其中一些方案確實需要的是關注、資金支持以及有利的環境。”該報告所依據的科學證據顯示，“提高土地生產力、減少食物浪費”以及“降低牛和其他肉類”的飲食可把碳足跡降低。根據2019年8月8日的PBS新聞一小時報導，如果“人們改變飲食，減少攝取紅肉，並增加水果、蔬菜和種子等植物性食物的攝取，到本世紀中葉可把當前排放量減少約15%。” 國家航空暨太空總署（NASA）氣候科學家Cynthia Rosenzweig補充說，這樣做“也會讓人們更為健康。”
第六章也討論到材料替代方面，因為此與可持續森林管理有關，即生產更多碳足跡較低的伐木產品 (harvested wood products，HWP)，用以替代排放強度更高的金屬、塑料或混凝土，種植這類樹木也可從大氣中去除二氧化碳。:41例如於加拿大雷吉那大學任教，參與第七章撰寫的教授Margot Hurlbert女士鼓勵林業增加其採伐實木產品的百分比，並降低紙漿和紙產品的產量。

#### 第七章：與可持續發展相關的風險管理與決策
風險管理包括改變飲食內容和種植“多種作物”（而防止土壤退化），可“減少土地和糧食系統的脆弱性”，並提高社區的韌性。風險管理也包括分擔風險、“降低不平等及提高收入”。其他針對氣候變化作調適，包括確保“公平獲得食物”，特別是在那些“土地不能提供足夠食物”的地區。
Margot Hurlbert女士也取得加拿大政府在氣候變化、能源和可持續性政策研究計畫主持人的頭銜，是“與可持續發展相關的風險管理和決策制定（Risk management and decision making in relation to sustainable development）”一書的共同協調及共同作者之一，他說，“……有很多機會可產生改變，現在開始為時不算太晚。”做法包括使用自然遮蔭，例如通過混農林業種植農作物，以及在熱帶氣候的地方使用生物炭作為肥料。Margot Hurlbert女士說，像加拿大這樣的國家可“利用自己的貿易條件和政策來施加影響”，以“確保進口食品在種植時不會破壞出口國的景觀和擴大沙漠化後果”。消費者以及機構和政府在採購木製品和食品時可要求賣方出示可持續性認證。

## 主要聲明
"土地是我們居住的地方，但目前正承受日益增高的人類壓力。土地是解決方案中的一項，但無法依靠土地解決所有的問題"——IPCC. 2019-08-09. Twitter
這份特別報告是聯合國首次對整個陸地 - 氣候系統做的全面概述，並將土地本身視為“關鍵資源”。
負責IPCC第一工作組的法國氣候科學家瓦萊麗·馬森-德爾莫特女士於2019年8月9日推出的一段視頻中引用剛發佈的特別報告，說目前全球有超過5億人生活在土地退化或沙漠化的土地上，目前正受到氣候變化的負面影響，許多人被迫遷移。參與撰寫這份報告的107位撰寫者一致敦促所有國家採用可持續的土地利用方式，企望“在為時已晚之前就能限制溫室氣體排放”，並共同努力建立長期的糧食安全體系，透過不同方案協助農民建立韌性，參與市場運作。
IPCC副主席兼澳洲國立大學氣候、能源及災難解決方案研究所（Institute for Climate, Energy & Disaster Solutions）所長馬克·豪登（Mark Howden）也是SRCCL的撰寫者之一，他說“土地部門目前正在加劇氣候變化”，更好的土地管理“將帶來多重經濟、環境和健康效益”並將“為農民、社區、政府和生物多樣性帶來多贏的結果，也同時有助於應對氣候變化。”

### 參與撰寫者
SRCCL的科學領導層有來自52個國家/地區的107名專家，他們是IPCC三個工作組中，以及國家溫室氣體清單工作組（由第三工作組內技術支持小組提供支援）的主要撰寫者或是主要協調撰寫者。報告的撰寫者中有53%來自開發中國家，40%的主要協調撰寫者為女性。

## 迴響
《經濟學人》指出這份報告“對地球現況，以及人類在幾乎每個大陸均做出改變的行為再次發出警告。人類活動已影響到地球上大約四分之三的無冰土地，造成嚴重的氣候問題。BBC針對報告發表一系列文章。BBC的能源與環境分析師羅傑·哈拉賓表示這份報告是“迄今有關人類利用以及濫用土地的最權威報告。”《紐約時報》於2019年8月8日刊出的一篇文章強調：SRCCL是“由52個國家的100多位專家共同編寫”，並且指出“已有5億人生活在轉為沙漠的土地上，而土壤流失的速度高達其形成速度的10到100倍間。”《紐約時報》還指出，來自薩爾瓦多、瓜地馬拉和洪都拉斯，抵達美國/墨西哥邊境的移民人數已增加五倍，“恰逢這些國家處於乾旱時期，許多人無法取得足夠的食物來果腹。有些科學家“認為這情況就具有氣候變化的信號。”一篇刊於《大西洋 (雜誌)》上的文章以“這是我們僅有的一塊土地”為標題。文章稱SRCCL是個里程碑，揭示人類種植食物所需的無冰土地本身就已“稀缺，而且珍貴”。文章指出在SRCCL發表前，有氣候科學家和研究人員偶爾把土地描繪成是座“地球海綿”，有“無限”的清潔能力，表達的是若重新種植足夠數量的樹木，即可顯著減少全球的淨二氧化碳負擔。 《華盛頓郵報》稱SRCCL是個“具有里程碑意義的研究工作”。

## 進一步閱讀
- . IPCC (报告).   [2019-08-09]. （原始内容存档于2019-09-01）.
  -  (PDF). IPCC (报告). Special Report on climate change and land (SRCCL): 43.   [2019-08-09]. （原始内容存档 (PDF)于2022-05-18）.
  -  (PDF). IPCC (报告). Special Report on climate change and land (SRCCL). 2019-08-03  [2019-08-09]. （原始内容存档 (PDF)于2023-04-02）.
  - . IPCC (报告). Special Report on climate change and land (SRCCL). 2019-08-03  [2019-08-09]. （原始内容存档于2019-12-20）.
  -  (PDF). IPCC (报告). Special Report on climate change and land (SRCCL): 100.   [2019-08-09]. （原始内容存档 (PDF)于2023-05-13）.
  -  (PDF). IPCC (报告). Special Report on climate change and land (SRCCL). 2019-04-27: 186  [2019-08-09]. （原始内容存档 (PDF)于2023-05-12）.
  -  (PDF). IPCC (报告). Special Report on climate change and land (SRCCL). 2019-04-25: 174  [2019-08-10]. （原始内容存档 (PDF)于2023-04-05）.
  -  (PDF). IPCC (报告). Special Report on climate change and land (SRCCL). 2019-04-25: 186  [2019-08-10]. （原始内容存档 (PDF)于2020-11-12）.
  -  (PDF). IPCC (报告). Special Report on climate change and land (SRCCL). 2019-07-08: 200  [2019-08-10]. （原始内容存档 (PDF)于2019-11-27）.
  -  (PDF). IPCC (报告). Special Report on climate change and land (SRCCL). 2019-07-08: 303  [2019-08-10]. （原始内容存档 (PDF)于2023-07-01）.
  -  (PDF). IPCC (报告). Special Report on climate change and land (SRCCL). 2019-07-08: 235  [2019-08-10]. （原始内容存档 (PDF)于2023-04-05）.